# 蓋國光讓你褲子脫光光
《蓋國光讓你褲子脫光光》由龍男·以撒克·凡亞思監製，黃信堯執導，恆春兮跨刀主講擔任旁白，音樂為配樂家李欣芸友情製作的紀實短片。本片為反國光石化議題而製作，以犀利的手法，反諷支持國光者的荒謬邏輯，為全國青年反國光石化聯盟舉行的反國光行動中，五部動員影片的其中一部。

## 參展紀錄
- 2011年噶瑪蘭國際短片節 競賽單元[4]

## 外部連結
- 豆瓣电影上《蓋國光讓你褲子脫光光》的資料 （简体中文）
- 《蓋國光讓你褲子脫光光》完整影片